# Rancho Alegre, Amatitlán
Rancho Alegre är en ort i Mexiko.   Den ligger i kommunen Amatitlán och delstaten Veracruz, i den sydöstra delen av landet, 400 km öster om huvudstaden Mexico City. Rancho Alegre ligger 8 meter över havet och antalet invånare är 177.
Terrängen runt Rancho Alegre är mycket platt. Runt Rancho Alegre är det ganska tätbefolkat, med 58 invånare per kvadratkilometer. Närmaste större samhälle är Cosamaloapan de Carpio, 16,1 km väster om Rancho Alegre. Trakten runt Rancho Alegre består till största delen av jordbruksmark.